# Stockmann Helsinki

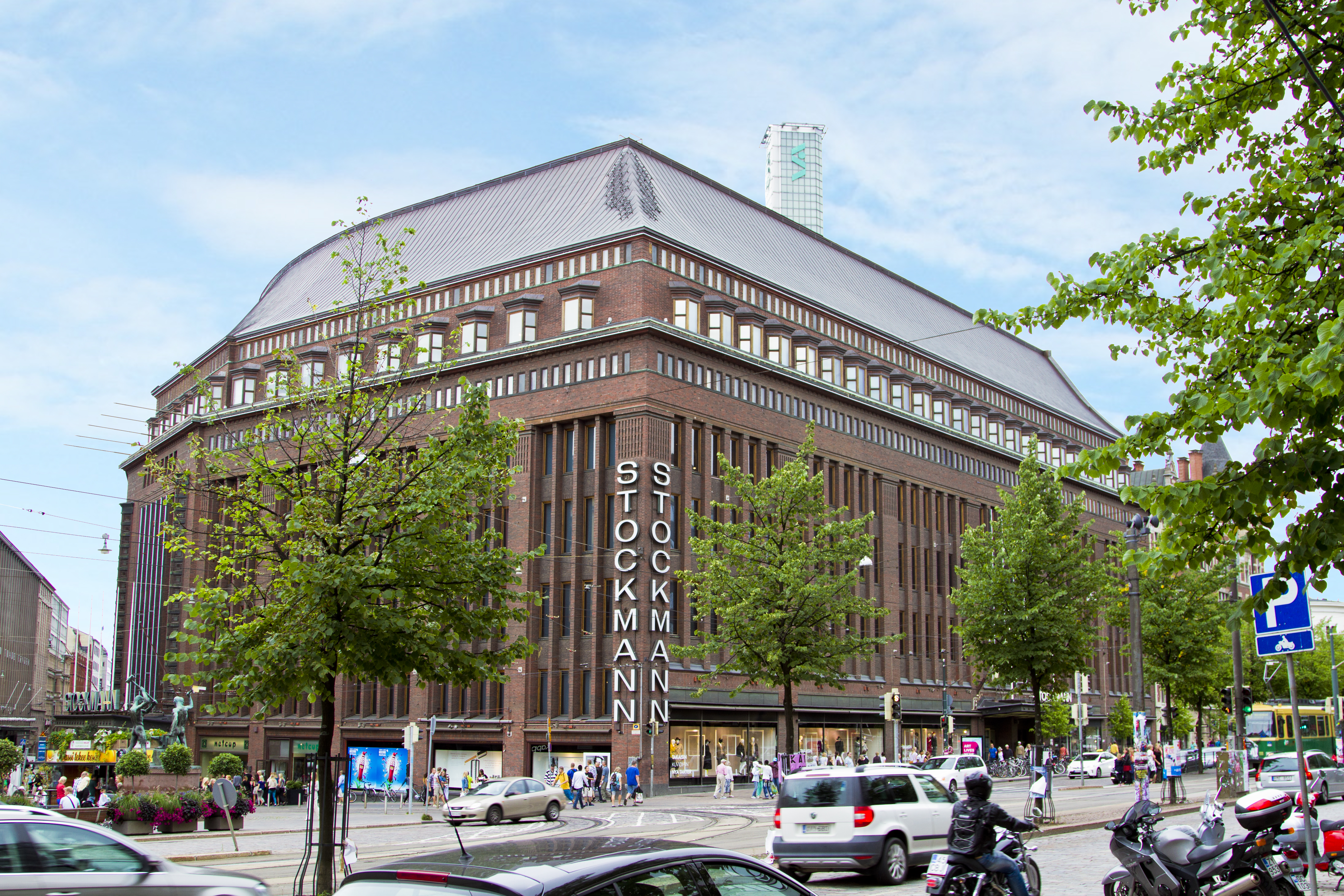
Das Stockmann Warenhaus im Zentrum von Helsinki (2013)

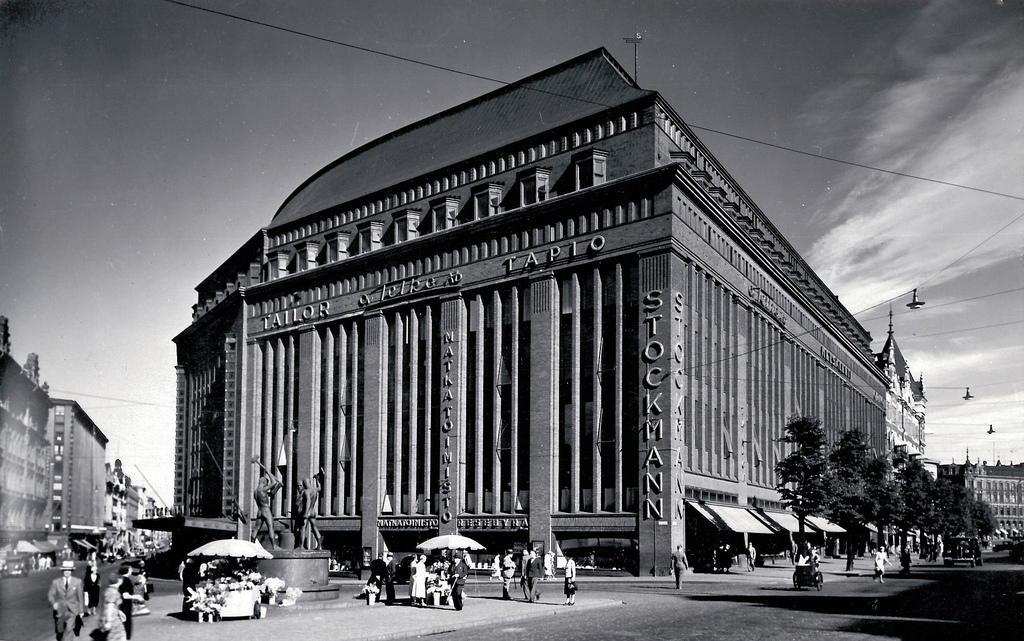
Das Kaufhaus 1938

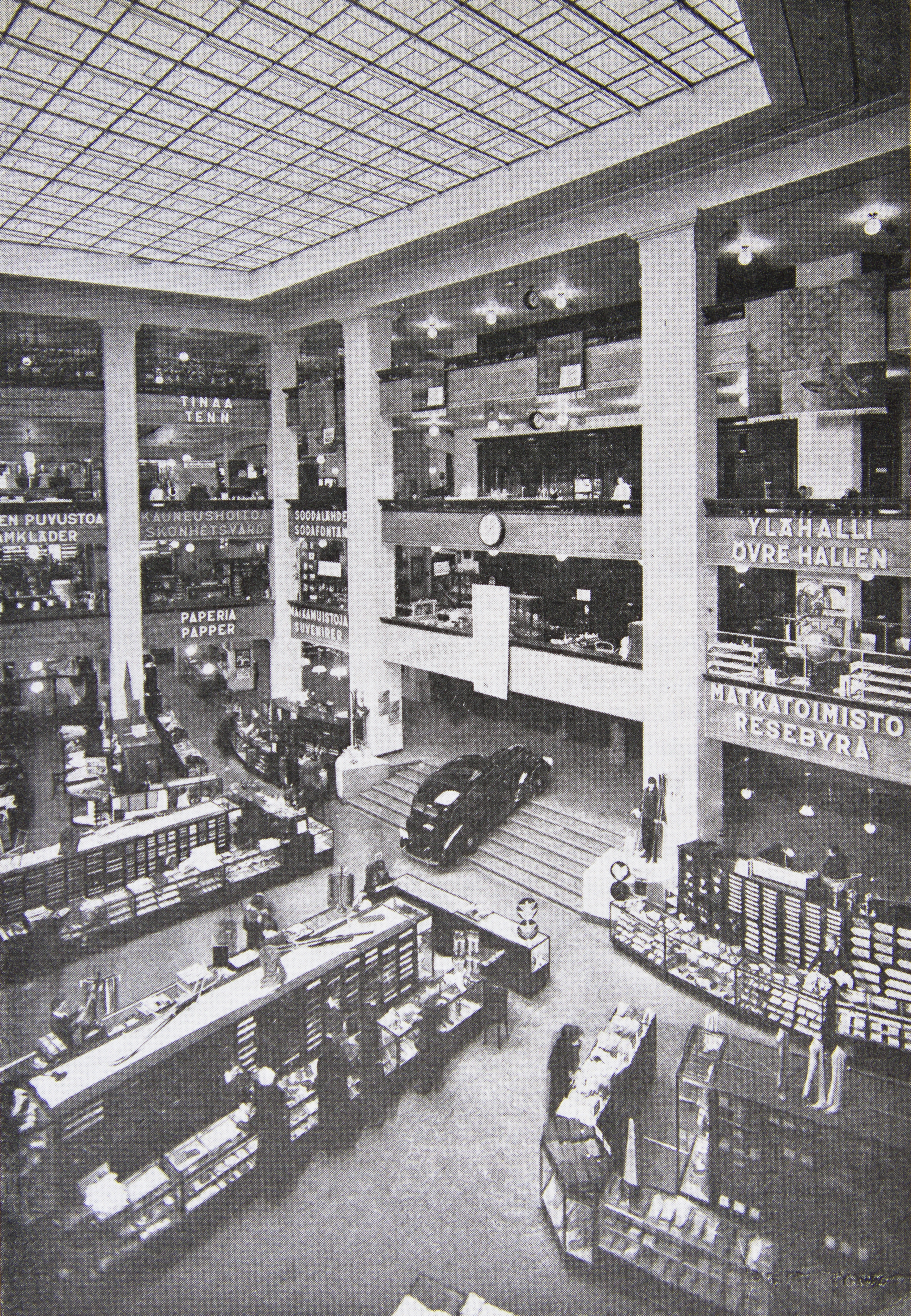
Atrium in den 1930er Jahren

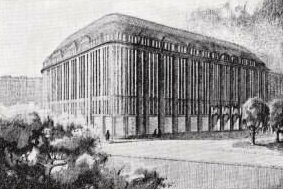
Der Thomé-Entwurf von 1916

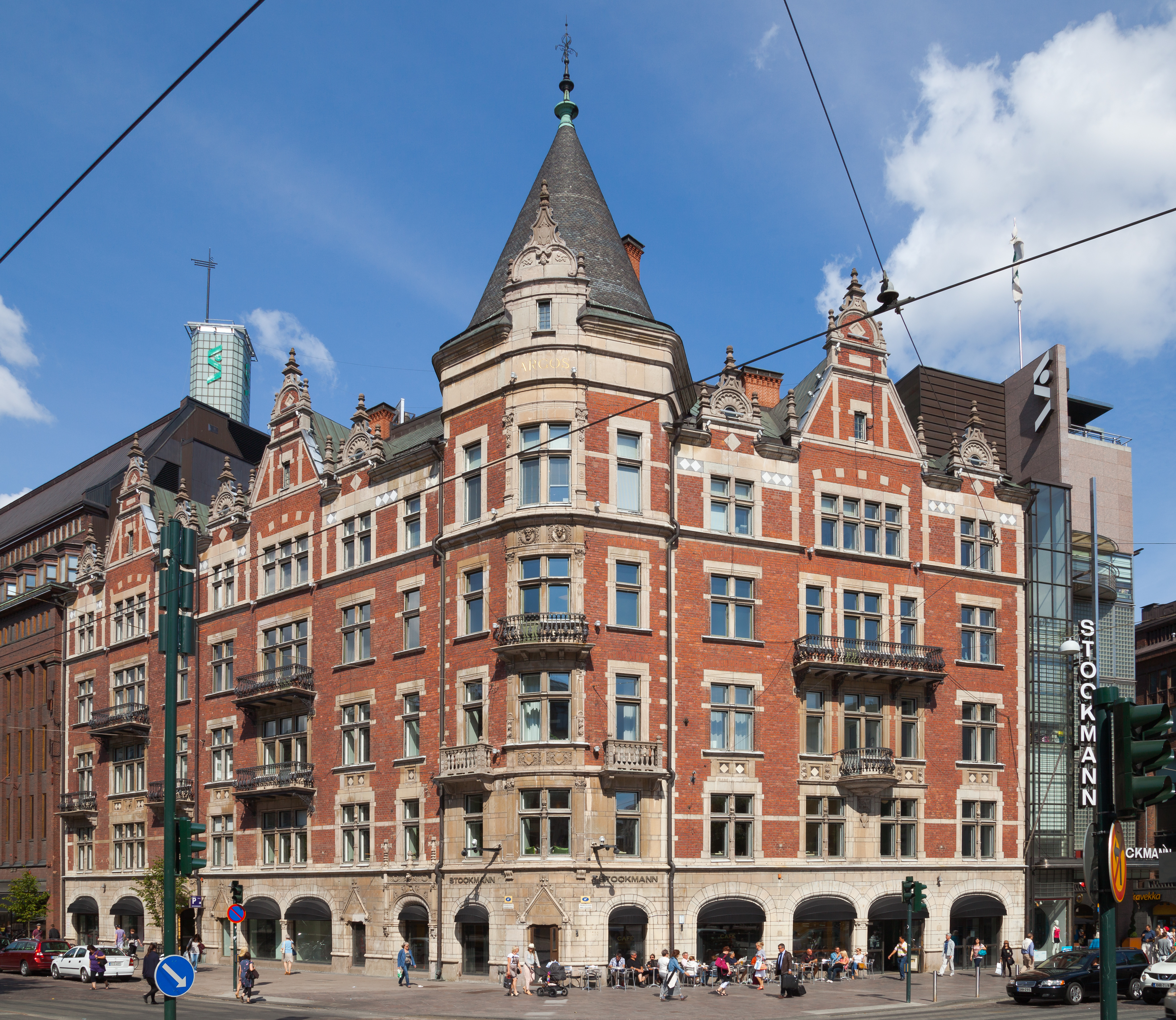
Das Argos-Gebäude von 1897 ist seit 1989 Teil des Stockmann-Warenhauses

Das Kaufhaus Stockmann (vollständiger Name finnisch Stockmannin Helsingin keskustan tavaratalo oder schwedisch Stockmanns varuhus i Helsingfors centrum „Stockmanns Kaufhaus im Zentrum von Helsinki“) ist das größte Warenhaus Finnlands und der Nordischen Länder. Es ist seit 1930 ein Wahrzeichen im Zentrum von Helsinki und mit über 50.000 Quadratmetern Verkaufsfläche Stammhaus und Hauptgeschäft der Stockmann-Warenhäuser der Lindex Group.

## Lage und Bedeutung
Der Warenhauskomplex nimmt inzwischen einen ganzen Block im Stadtteil Kluuvi (schwed. Gloet) an den Straßen Mannerheimintie, Aleksanterinkatu, Keskuskatu und Pohjoisesplanadi ein. Bei dem letzten Umbau von 2010 wurde die Verkaufsfläche auf 50.167 m² vergrößert, damit ist es das drittgrößte Warenhaus Europas. Harrods in London hat 90.000 m² und das Kaufhaus des Westens in Berlin liegt mit 60.000 m² an zweiter Stelle. Das Kaufhaus hatte 2006 17 Millionen Besucher und 2002 einen Umsatz von 350 Millionen Euro.

### Namen
Umgangssprachlich wird das Kaufhaus in beiden Sprachen der Stadt Helsinki Stocka genannt, früher war auch Stockis im Finnlandschwedischen verbreitet.

## Geschichte
1916 wurde ein Wettbewerb für ein neues Kaufhaus der 1862 gegründeten Firma Stockmann ausgelobt. Sieger wurde der Architekt Valter Thomé (1874–1918) mit seinem Bruder Ivar (1882–1918), die jedoch beide im Bürgerkrieg ums Leben kamen. Das Gebäude konnte erst in den 1920er Jahren durch den zweiten Preisträger Sigurd Frosterus (1876–1956) nach den Zeichnungen der Thomés im Stil des nordischen Art déco ausgeführt werden. Das Kaufhaus wurde 1930 fertiggestellt und war nach dem „Forum“-Kaufhaus in Turku (1926) als zweites des Landes mit Rolltreppen ausgestattet.
Die Akademische Buchhandlung (Akateeminen kirjakauppa/Akademiska bokhandeln) wurde 1930 erworben und in der Folge in das Kaufhaus verlegt. 1969 zog deren Sortiment in einen Neubau des Stararchitekten Alvar Aalto um.
Während des Zweiten Weltkriegs, am 26. Februar 1944, wurde das Gebäude von vier Bomben getroffen, die das Glasdach des Atriums und viele Fensterscheiben zerstörten. In der Folge wurden durch den Frost die Wasser- und Heizungsleitungen zerstört.
1986/1987 wurde das benachbarte und 1897 fertiggestellte Haus Argos vollständig entkernt und in das Stockmann-Gebäude integriert. Es bildet an der Südwest-Ecke des Blocks die Verbindung vom Stammhaus von 1930 zur modernen Erweiterung von 1989. Bei den letzten Baumaßnahmen von 2007 bis 2010 wurde die Verkaufsfläche bei laufendem Betrieb um über 20 Prozent erweitert. Das Bauwerk wurde um zwei auf acht Stockwerke erhöht, die Gäste des Restaurants können aus dem obersten Stockwerk in das Atrium blicken. Weitere 200.000 Kubikmeter Raum konnten gewonnen werden, indem man bis zu 30 Metern Tiefen in den anstehenden Fels vordrang. Dabei wurde unter anderem die Größe des Parkhauses auf 600 Fahrzeuge verdreifacht. Das Warenhaus hat seitdem insgesamt zehn Stockwerke, zwei davon unterirdisch (ohne Zwischengeschosse). Gleichzeitig wurde die technische Infrastruktur des Objekts erneuert.
In der Region Helsinki betreibt Stockmann derzeit (2017) weitere Kaufhäuser in den Stadtteilen Itäkeskus/Östra centrum und Tapiola (seit 1981) sowie in den Städten Espoo und Vantaa.

## Wissenswertes

Aktuelles Stockmann Logo

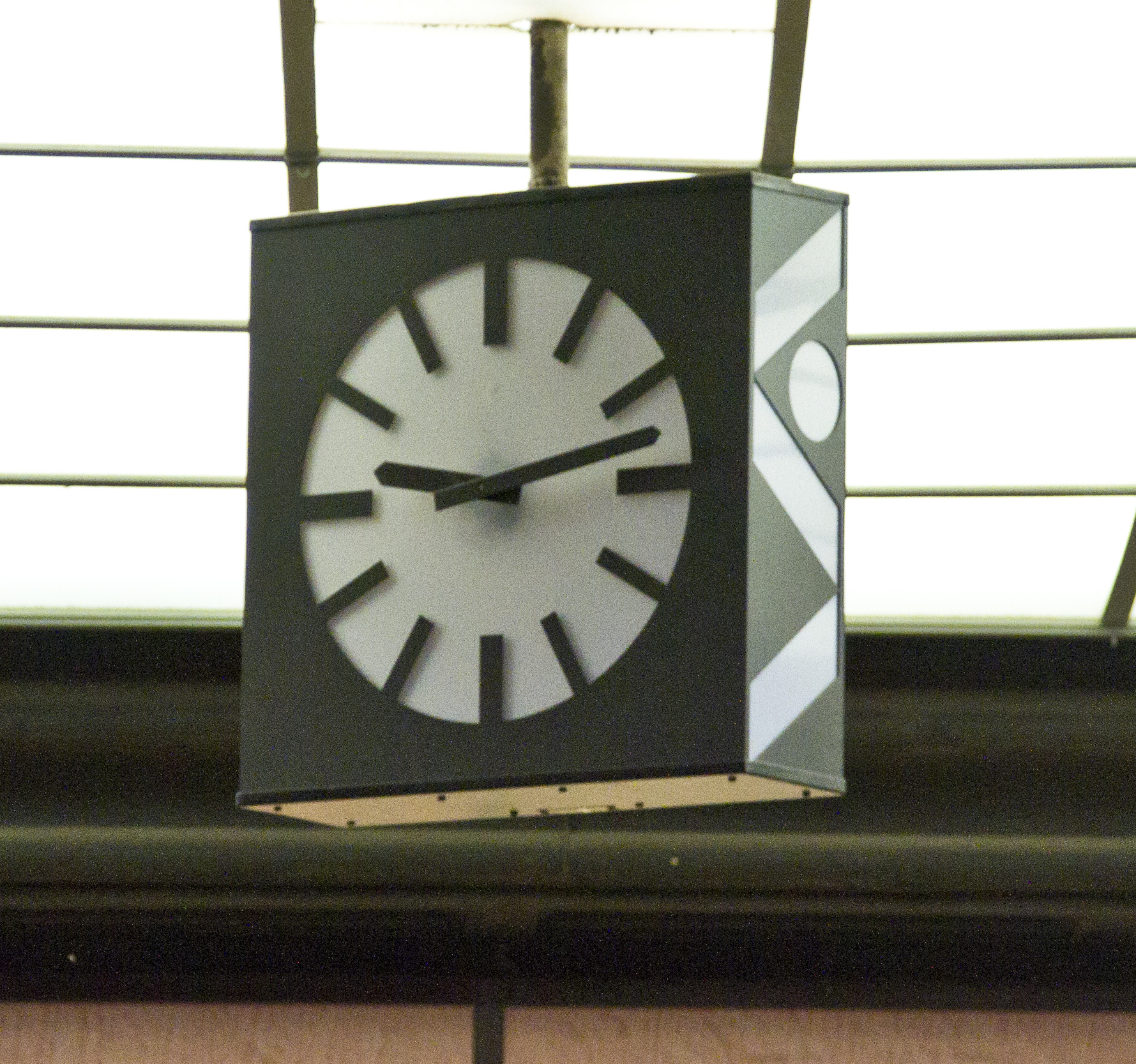
Die Uhr Stockan kello/Stockas klocka

- Die Uhr Stockan kello/Stockas klocka im Haupteingang ist ein populärer Treffpunkt für Verabredungen.
- Seit 1986 finden jährlich die „verrückten Tage“ (hullut päivät) mit Schnäppchen und Sonderangeboten statt.
- 1952 wurde mit dem SOKOS-Kaufhaus ein Angebot der Konkurrenz eröffnet; es ist etwa 250 Meter von Stockmann entfernt. ((Lage))
- Im Herbst 1950 erfolgten die ersten Fernsehausstrahlungen Finnlands in den Schaufenstern.[5]
- Das erste „S“ des aktuellen Stockmann-Logos stellt Rolltreppen dar. Irrtümlich wird oft angenommen, dass es 1930 die ersten Rolltreppen des Landes gewesen seien.
- Zeitweise war das staatliche Energieunternehmen Imatran Voima in den oberen Stockwerken des Kaufhauses untergebracht, ehe es mit dem Voimatalo-Gebäude einen eigenständigen Hauptsitz baute